# Liste der Naturdenkmale in Walluf
Die Liste der Naturdenkmale in Walluf nennt die auf dem Gebiet der Gemeinde Walluf im Rheingau-Taunus-Kreis gelegenen Naturdenkmale.

## Naturdenkmale
| Bild | Bezeichnung | Ortsteil, Lage                             | Beschreibung | Art       | Nr.  |
| ---- | ----------- | ------------------------------------------ | ------------ | --------- | ---- |
| BW   | Platane     | Niederwalluf 50° 2′ 5,4″ N, 8° 9′ 37,2″ O  |              | Platane   | 17/1 |
| BW   | Linde       | Niederwalluf 50° 2′ 2,8″ N, 8° 9′ 39,8″ O  |              | Linde     | 17/2 |
| BW   | Dicke Eiche | Niederwalluf 50° 2′ 7,6″ N, 8° 9′ 26,6″ O  |              | Eiche     | 17/3 |
| BW   | Bergahorn   | Niederwalluf 50° 2′ 44,1″ N, 8° 9′ 23,5″ O |              | Bergahorn | 17/5 |
| BW   | Rotbuche    | Niederwalluf 50° 2′ 16,4″ N, 8° 9′ 41,6″ O |              | Rotbuche  | 17/6 |